# Fafner

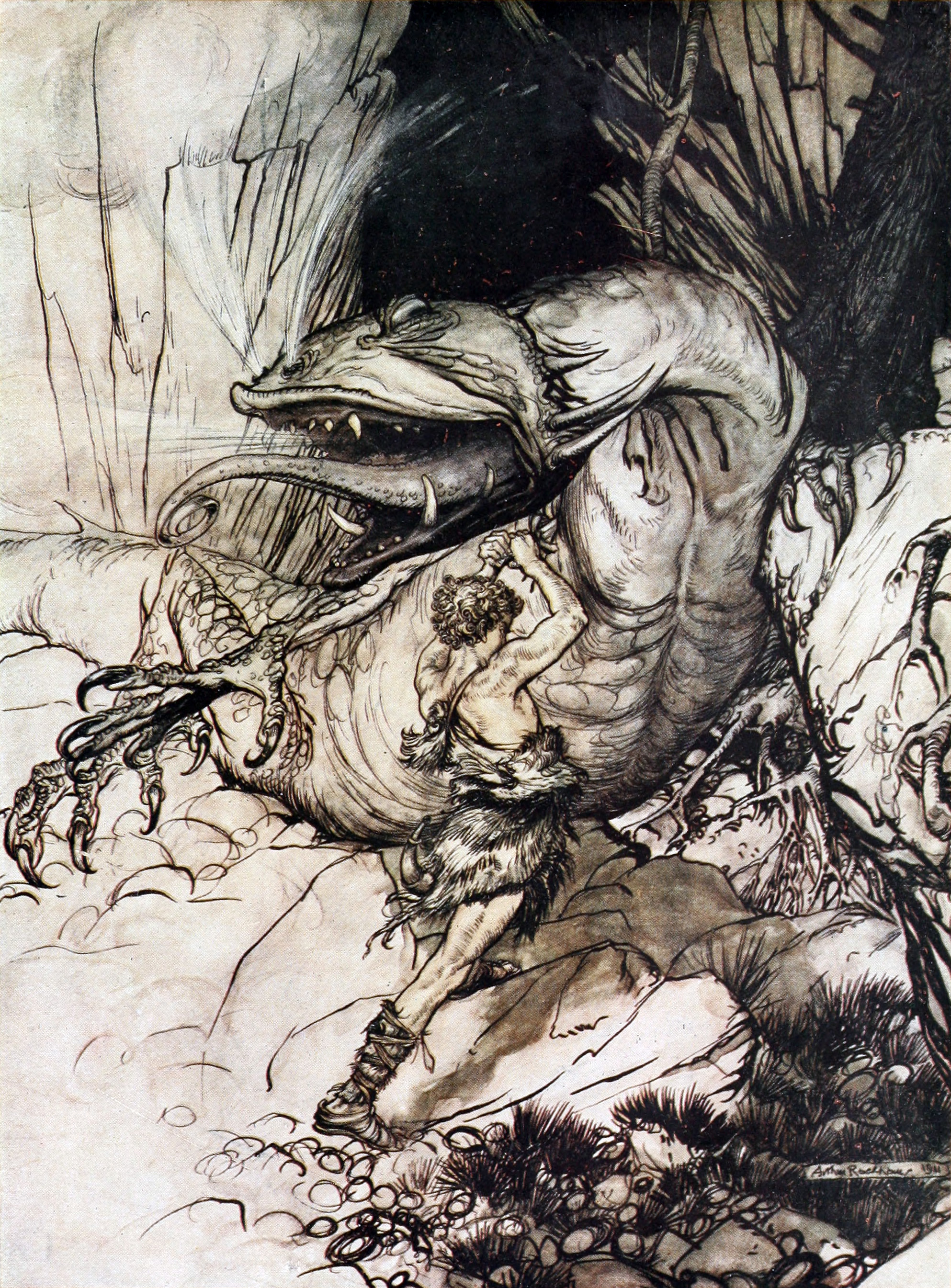
Sigurd mata a Fafnir. Ilustración de Arthur Rackham (1911).

Dentro de la mitología nórdica, Fafner o Fafnir era el hijo del rey enano Hreidmar y hermano de Regin y Ódder, en la Saga Volsunga.
Fafner era un enano dotado de un poderoso brazo y un alma intrépida. Llevaba el casco Égida y cuidaba la casa de su padre, que era de resplandeciente oro y brillantes gemas. Era el más fuerte y más agresivo de los tres hermanos.
Cuando Loki mató a Ódder, Hreidmar recibió el oro maldito de Andvari como modo de atenuar la muerte de su hijo. Regin y Fafner mataron a su padre para conseguir el oro, pero este último decidió que lo quería todo para él. Se retiró con el oro al Brezal de Gnita, convirtiéndose en un dragón (símbolo de avaricia). Entonces, Regin mandó a su hijo adoptivo, Sigurd, que matara al dragón. Tras vencer al dragón, Sigurd mata también a Regin, ya que se había enterado de que él tenía planeado matarlo una vez recuperado el oro.

## El anillo del nibelungo
Fafner es un personaje del ciclo de cuatro óperas El anillo del nibelungo de Richard Wagner. Es un personaje que aparece en el prólogo de la tetralogía más famosa del compositor alemán Richard Wagner, El anillo del nibelungo, llamada El oro del Rin y en la tercera jornada llamada Sigfrido.
Era el hermano de Fasolt, junto con el cual dirigió la construcción del Valhalla.
El personaje está basado principalmente en el enano Fafner de la Saga Volsunga.
La primera aparición de Fafner es en El oro del Rin, donde mata a su hermano Fasolt y se apodera del oro del nibelungo Alberich, incluyendo su anillo maldito y el yelmo mágico que le permite transformarse en un dragón.
En la ópera Sigfrido, el enano Mime lleva al joven Sigfrido a la cueva de Fafner para matar al dragón y recuperar el oro.

## En la cultura popular

### Anime y manga
- En Saint Seiya, en la segunda temporada del anime en el que los caballeros enfrentan a los dioses guerreros de Asgard, el Dios Guerrero de la estrella Alfa de Dubhe es la reencarnación de Sigfried, quien en la época del mito asesinó al dragón Fafner y se bañó con su sangre para ser inmortal. Asimismo, el diseño de su God Robe está inspirada en el dragón Fafner.

- En la serie de novelas ligeras y anime de Highschool DxD,  "Fafnir" es el Dragón Gigantis Dorado, primero aliado de Azazel y después de Asia Argento, en compañía de la cual el dragón demuestra ser bastante pervertido.

- Fafnir aparece en la serie Kobayashi-san Chi no Maid Dragon. Como los demás dragones que aparecen en la serie, se muestra prácticamente siempre bajo la apariencia de un humano, en su caso un mayordomo similar a Sebastian de la serie Black Butler. Muestra un gran odio a los humanos pero es un adicto a los videojuegos.

- En la serie de novelas ligeras y anime Jūō mujin no fafnir, Loki, un comandante de las fuerzas, se refiere a un chico "D" (chico con poderes de dragón) como "Mi fafnir".

- Fafner apareció brevemente en el anime Little Witch Academia, siendo este un dragón retirado cobrando una deuda a la escuela de la protagonista.

- En Fate/Apocrypha se hace referencia a este personaje ya como dragón en el último episodio, puesto que será este el que salve al mundo alejando el Santo Grial.

- En BeyBlade Burst Kami/God/Evolution, Fafnir es el nombre de un Bey de Resistencia de rotación a la izquierda (contra las manecilas del reloj), siendo este Drain Fafnir 8.Nt., caracterizado por robar la energía o el giro de sus oponentes. Apareció también en las siguientes dos temporadas de Beyblade Burst; en ChouZetsu como Geist Fafnir 8'.Ab; en Gachi/GT como Wizard Fafnir Rt.Rs; en Sparking como Mirage fafnir Nt 2S; en Dynamite battle como Vanish fafnir Tapered Kick 3. En Kami, ChouZetsu, Sparking y en Dynamite battle el dueño de Drain, Geist, Mirage y Vanish es Free de la Hoya, en cambio, en Gachi fue Fumiya Kindo.

### Videojuegos
- En el videojuego SMITE, Fafnir es un guardián (tanque), enfocado en desarmar a sus enemigos y apoyar a los aliados, el cual al entrar en su forma de dragón se encarga de aplicar Crowd Control a sus enemigos y hacer daño constante.

- Fafner es utilizado en el mapa Zombie del videojuego Call of Duty: Black Ops 3, "Gorod Krovi" para hacer mención a algunos objetos.
- God of war: en el nuevo videojuego de SANTAMONICA. Se lo puede encontrar en su forma de dragón al acceder al modo de liberarlo

- Sol Badguy, de la saga de videojuegos Guilty Gear tiene un movimiento especial llamado Fafnir, el ataque es mostrado a modo de referencia porque es una embestida con el brazo totalmente cubierto de fuego, haciendo alusión a la fuerza descomunal en el brazo del enano mitológico

- Fafnir es utilizado en el videojuego MapleStory de Nexon Corporation, para hacer mención a las armas de nivel 150 obtenidas al vencer al Jefe Final "Vellum" de la mazmorra "Root Abyss"
- Fafnir es un personaje antagonista del juego para celulares Fire Emblem Heroes.
- Fafnir es un personaje del videojuego otome de "eldarya" que aparece como el espíritu de un dragón que habita en la isla de memoria en un lugar que llama el ojo del dragón
- Fafnir es un mob tipo jefe en el videojuego de móvil Orna RPG, hace su aparición en niveles altos como un dragón oscuro poderoso bastante necesario para avanzar de manera eficiente en el videojuego.
- Fafnir es una unidad mítica en el juego de estrategia Age of Mythology: Retold, accesible únicamente tras elegir al dios mayor Frey, añadido en su DLC, tras rendir culto al dios menor Víðarr en el momento de realizar el avance a la Edad Mítica. Su coste es de 300 unidades de oro, 35 favor divino y 5 espacios de población. Exhala un aliento de fuego el cual golpea a las unidades que se encuentren frente a él en un rango de 4. Otorga 300 unidades de oro al jugador rival que lo elimine.

### Música
- Además de en las óperas citadas de Richard Wagner, Fafner es tratado en el tema Fafner's Gold (el oro de Fafner) del grupo de death metal melódico sueco Amon Amarth, especializado en temas relacionados con la mitología escandinava. Esta canción es la que abre su disco Berserker de 2019.